# Salvadorina waigiuensis
L'anatra del Salvadori (Salvadorina waigiuensis Rothschild & Hartert, 1894) è un uccello della famiglia degli Anatidi, endemico della Nuova Guinea. È l'unica specie nota del genere Salvadorina.
Il nome della specie è un omaggio all'ornitologo italiano Tommaso Salvadori (1835-1923).